# 瓦克斯達爾
瓦克斯達爾是挪威韦斯特兰郡的市鎮，位於該國西南部，面積716平方公里，該鎮曾經是該地區的工業中心，2008年人口4,106，人口密度為每平方公里6人。